# Тенахо (Тексас)
Тенахо (енгл. Tenaha) град је у америчкој савезној држави Тексас. По попису становништва из 2010. у њему је живело 1.160 становника.

## Демографија
Према попису становништва из 2010. у граду је живело 1.160 становника, што је 114 (10,9%) становника више него 2000. године.
| Група             | 2000.       | 2010.       |
| Белци             | 446 (42,6%) | 424 (36,6%) |
| Афроамериканци    | 443 (42,4%) | 440 (37,9%) |
| Азијати           | 0 (0,0%)    | 5 (0,4%)    |
| Хиспаноамериканци | 145 (13,9%) | 278 (24,0%) |
| Укупно            | 1.046       | 1.160       |